# Ján Švec (fotbalista)
Ján Švec (* 26. září 1958) je bývalý slovenský fotbalový záložník.

## Fotbalová kariéra
V československé lize hrál za Jednotu Trenčín. Nastoupil v 5 ligových utkáních. Gól v lize nedal.

## Ligová bilance
| Ročník                                   | Zápasy | Góly | Minuty | Klub            |
| ---------------------------------------- | ------ | ---- | ------ | --------------- |
| 1. československá fotbalová liga 1978/79 | 5      | 0    | 116    | Jednota Trenčín |
| CELKEM 1. liga                           | 5      | 0    | 116    |                 |